# Isomyia sivah
Isomyia sivah är en tvåvingeart som först beskrevs av Jacques-Marie-Frangile Bigot 1878.  Isomyia sivah ingår i släktet Isomyia och familjen Rhiniidae. Inga underarter finns listade i Catalogue of Life.